# Символ ненависти
Символ ненависти (англ. hate symbol, symbol of hate) — визуальный или вербальный знак, используемый для пропаганды насилия, ненависти или вражды в отношении определённого человека или группы лиц. Символы ненависти являются одной из форм выражения языка ненависти.
В связи с этим изменением общественного сознания может возникать выражаемое явно недовольство ранее традиционными символами, которые начинают восприниматься негативно, рассматриваться в качестве источника символического насилия, в том числе идентифицироваться как недопустимые символы ненависти, и, с точки зрения новой культуры, требуют ниспровержения.

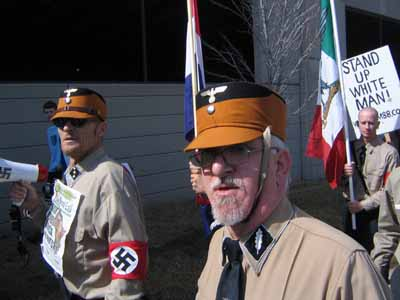
Члены американского «Национал-социалистического движения» в форме немецких СА

В базе данных Hate on Display, созданной американской Антидиффамационной лигой, представлен обзор большого числа символов, наиболее часто используемых различными группами и движениями сторонников превосходства «белой расы», а также некоторыми другими типами групп ненависти. База данных включает аббревиатуры, цифры, фразы, логотипы, флаги, жесты и другие символы, используемые в целях выражения ненависти. Некоторые из этих символов были присвоены группами ненависти и могут иметь также другое, не связанное с группами ненависти, значение, включая антирасистское.
В 2021 году Украинский Хельсинкский союз по правам человека создал базу тех символов ненависти, которые получили широкое распространение в стране. Особое внимание уделяется символике праворадикальных групп, чаще всего совершающих насилие на почве ненависти.
В связи с захватом Капитолия США 6 января 2021 года Мемориальный музей Холокоста (США) в Вашингтоне разместил на своём сайте материалы, разъясняющие происхождение терминов и символов ненависти, которые используют современные неонацисты и белые националисты. Музей подчёркивает, что «Америка — не Германия», и Адольф Гитлер в настоящее время не является символом правых движений. Тем не менее, символика флагов и лозунги ряда лиц, штурмовавших Капитолий, направлены на возбуждение ненависти, демонстрируют приверженность идеологии нацизма и превосходства «белых». Символика флага, который был развёрнут у Капитолия ультраправыми сторонниками Дональда Трампа, близка к символике флага Национал-социалистической немецкой рабочей партии: в центре последнего размещена вписанная в квадрат чёрная свастика в белом круге, символ «арийской расы».
Нацистская символика, помимо неонацистов, может использоваться сторонниками превосходства «белой расы». В послевоенный период они применяют сочетание изображений и фраз, особенно закодированный язык и цифры, чтобы продемонстрировать поддержку нацизма. Нацистские кодовые слова и фразы используются различными группами ненависти, выступающими за превосходство «белой расы», чтобы избежать цензуры или общественного порицания. Эта внешняя поддержка может принимать различные формы, например, использование символов на флагах или одежде или в виде татуировок, в том числе тех, которые сторонники превосходства «белой расы» «заслужили» путём совершения актов насилия.
В качестве «универсального» символа ненависти рассматривается свастика. Свастика так часто появляется как общий символ ненависти, что Антидиффамационная лига с 2010 года в своём ежегодном подсчёте преступлений на почве ненависти против евреев перестала автоматически считать её появление актом антисемитизма. По словам Авраама Фоксмана, национального директора Антидиффамационной лиги, «свастика превратилась в универсальный символ ненависти. Сегодня его используют как символ против афроамериканцев, латиноамериканцев и геев, а также евреев, потому что это пугающий символ». Наблюдая за этой тенденцией, его группа решила изучить сообщения об изображениях свастики на предмет контекстуальных подсказок. Если выяснится, что евреи не были целью, этот инцидент не будет включен в ежегодный отчёт о преступлениях на почве антисемитской ненависти, проводимый лигой. Раввин Авраам Купер, заместитель декана Центра Симона Визенталя, еврейской образовательной и правозащитной группы сказал, что понимает причину решения Антидиффамационной лиги. Он отметил, что «свастика — это обозначение каждого расиста и фанатика на планете. Удивительно, что 60 или 70 лет спустя этот символ не утратил своей действенности».